# Gran dodecicosidodecàedre
En geometria, el gran dodecicosidodecàedre és un políedre uniforme no convex indexat com a U61. Té 44 cares (20 triangles, 12 pentagrames i 12 decagrams), 120 arestes i 60 vèrtexs.